# SUPER JUNIOR-KYUHYUN On-line Special Event ~Lover’s Concerto~
《Beyond LIVE - SUPER JUNIOR-KYUHYUN On-line Special Event ~Lover’s Concerto~》는 SM 엔터테인먼트와 네이버의 온라인 콘서트 브랜드인 Beyond LIVE의 일환으로 슈퍼주니어의 규현의 일본 팬클럽 전용 온라인 콘서트 투어이다.

## 투어 일정
| 일정           | 플랫폼      |
| -------------- | ----------- |
| 2022년 2월 6일 | Beyond LIVE |

## 세트 리스트
- Concert Start -
- 僕のまじめなラブコメディー (나의 진지한 러브 코미디)

- Ment -
- Dreaming
- 밀리언조각 (A Million Pieces)

※ Fan's Request Zone ※
- アイノカタチ (사랑의 모양)[1]
- Beautiful

- Ment -
- Terminal
- 마음세탁소 (When With Me)
- 투게더 (Together)

- Live VCR (箒星)-
- 마지막 날에 (Moving On)
- 커피 (Coffee)
- 내 마음을 누르는 일 (Daystar)

- Ment -
- 광화문에서 (At Gwangwamun)
- 연애소설 (Love Story)

- Ending Ment -
- Celebration ~君に架ける橋~ (너에게 향하는 다리)
- めぐり逢う未来で (다시 만날 미래에서)

## 제작
- 기획·제작 : 에이벡스 엔터테인먼트, SM 엔터테인먼트 재팬, Beyond LIVE